# Impossibilium nulla est obligatio
Der Rechtsgrundsatz Impossibilium nulla est obligatio (deutsch: „Nichts ist Pflicht bei Unmöglichkeit“) trägt dem Umstand Rechnung, dass der Leistungsschuldner dem Gläubiger nicht eine Leistung zu erbringen hat, die ihm zu leisten unmöglich ist. Diese Figur ist damit angesiedelt in der Rechtssphäre der Unmöglichkeit (Leistungsstörungsrecht).  
Der Grundsatz findet sich bereits im römischen Recht (Digesten 50, 17, 185).
Im deutschen Zivilrecht kommt dies darin zum Ausdruck, dass nach § 275 Abs. 1 BGB der Anspruch auf Leistung ausgeschlossen ist, soweit diese für den Schuldner oder für jedermann unmöglich ist.
Unberührt bleibt dadurch ein etwaiger Schadenersatzanspruch, neben dem gegebenenfalls wahlrechtsweise bestehenden Anspruch auf das Stellvertretende Commodum.